# Lesopark Hostivař
Lesopark Hostivař se nachází v Praze na území Hostivaře kolem hostivařské přehrady a tvoří velkou část území přírodního parku Hostivař-Záběhlice. Lesopark má dvě části: východní (kolem vrchu Kozinec, nad pravým, severním břehem vodní nádrže) a západní (vlevo nad hrází, směrem k sídlišti Litochleby). Tvoří jej členité území s loukami a vzrostlými lesními porosty.

## Název
Lesopark je pojmenován podle katastrálního území a čtvrti Hostivař, kde se nachází.

## Historie
Vznik lesoparku úzce souvisí se stavbou Hostivařské přehrady (1959 – 1963), která vznikla přehrazením koryta potoka Botiče a zatopením jeho lesnatého údolí. Po zatopení údolí zbyly na obou březích nádrže části původních lesů. Ty se však musely vykácet, na což tehdejší městská správa zareagovala rozhodnutím, že se jako náhrada za toto odlesnění vysadí nový les. Výsadba byla naplánována na přilehlé – převážně zemědělské – pozemky v sousedství zbytků původního lesa.
Hostivařský lesopark tak vznikl v 60. letech 20. století a to především jako rekreační zázemí pro nově budované Jižní Město, nejednalo se tak o souvislý lesní porost, ale o "lesopark" s hustou sítí cest a rekreačními loukami.
Zalesňování na bývalé orné půdě bylo zahájeno v roce 1959 a práce byly dokončeny během následujících pěti let. Pouze stráně nad nynější Hostivařskou nádrží byly zalesněny jako protierozní opatření již počátkem 20. století.
Významná část pozemků hostivařského lesoparku je ve vlastnictví Antonína Švehly, potomka prvorepublikového ministra financí Antonína Švehly, kterému patřilo v Hostivaři několik statků, mlýn a rozsáhlé pozemky. V roce 2015 zprostředkovával jako realitní makléř Michal Frauenterka, od podzimu 2014 radní městské části Prahy 15 odpovědný za správu majetku a aktuálně člen zastupitelstva za ODS, prodej 240 tisíc metrů čtverečních veřejně přístupných pozemků pana Švehly, což je šestina rozlohy lesoparku. Dva figuranti Lidových novin, kteří vystupovali jako zájemci o koupi, se po telefonu od makléře dozvěděli, že pozemky se prodávají výhradně vcelku a pravděpodobnost, že dojde ke změně jejich statusu z lesních a lučních na stavební, není příliš velká. Za pozemek na kraji lesoparku o rozloze 15 tisíc metrů čtverečních chtěl majitel 9 milionů korun. Podle expertů oslovených Lidovými novinami je cena 600 korun za metr čtvereční za lesní a luční pozemky cena neobvykle vysoká, téměř dosahující ceny stavebních pozemků. Jednomu ze zájemců Frauenterka sdělil, že je možné získat kompenzaci od státu za to, že pozemky nebude moci oplotit, že zůstanou veřejně přístupné, a že jsou i jiné možnosti. Podle Jana Borůvky, generálního sekretáře Asociace realitních kanceláří, mohl fakt, že prodej zprostředkovává bývalý radní a současný člen zastupitelstva, vzbuzovat v kupujících naději, že změny ve prospěch stavebních pozemků budou určitě možné. 
Lesy hl. m. Prahy na webové stránce o lesoparku uvádějí: „Samostatnou kapitolu tvoří osobní zájmy jednotlivých soukromých vlastníků lesa, kteří se snaží o vyčlenění pozemku z lesoparku, o změnu využití pozemku z hlediska územního plánu nebo o dosažení vyšší výkupní ceny.“ Lesy hl. m. Prahy uvádějí, že údržba cest, opravy a instalace rekreačních zařízení, úklid odpadků a sekání luk se vykonávají pouze na pozemcích v majetku hlavního města Prahy a že v Hostivařském lesoparku se nachází řada pozemků v majetku soukromých osob, které se s obecními pozemky různě prolínají a střídají a jimž se nevěnuje dostatečná péče. Magistrát hl. m. Prahy uzavřel se soukromými vlastníky dohodu, že bude z obecních prostředků zajišťovat tzv. rekreační činnosti, jako je sekání luk, úklid lesa, opravy a instalace rekreačních zařízení apod., i na soukromých pozemcích. Výchovu lesních porostů na pozemcích soukromých vlastníků však toto opatření neřeší.

## Popis
Z celkové rozlohy lesoparku tvoří 114,7 hektarů lesní porosty. Na nelesní plochy (tedy louky, vodní plochy a cesty) pak připadá 32,2 hektarů. Z toho je 82,9 ha ve vlastnictví Prahy, soukromí vlastníci vlastní 64 ha.
Skladba dřevin byla zvolena tak, aby se co nejvíce přiblížila původnímu přirozenému složení porostu, ovšem s ohledem na rekreační využití území. Nejvíce je zastoupena borovice lesní (21 %), dub zimní (17 %), dále pak akát, modřín opadavý, lípa srdčitá. Na území se v menším množství nachází též dub červený, smrk ztepilý, borovice černá, habr obecný a bříza bělokorá. Podél Botiče rostou především olše a vrby.
V prostoru lesoparku lze nalézt také pestrou skladbu bylin. V jarním období jsou výrazné zejména: orsej jarní, pižmovka mošusová, rozrazil břečťanolistý, česnáček lékařský. Později kvete ptačinec hajní, hluchavka skvrnitá i bílá, kuklík městský, vlaštovičník větší, šťavel kyselý a invazní druh netýkavka malokvětá. Ve velkém množství se vyskytují také byliny vysokého vzrůstu: krabilice zápašná, bodlák kadeřavý, bršlice kozí noha, čistec lesní, krtičník uzlovitý, kopřiva dvoudomá, děhel lesní, kostřava obrovská, lopuch plstnatý, šťovík tupolistý, krabilice mámivá, kerblík lesní, pýrovník psí, bolševník obecný, celík kanadský. Vyrůstá zde též kapraď samec, kapraď rozložená i pnoucí se chmel otáčivý a opletník plotní.
Klid této části Prahy přilákal také některé plaché ptáky jako pěnici pokřovní, konipase bílého i horského a mlynaříka.

## Galerie

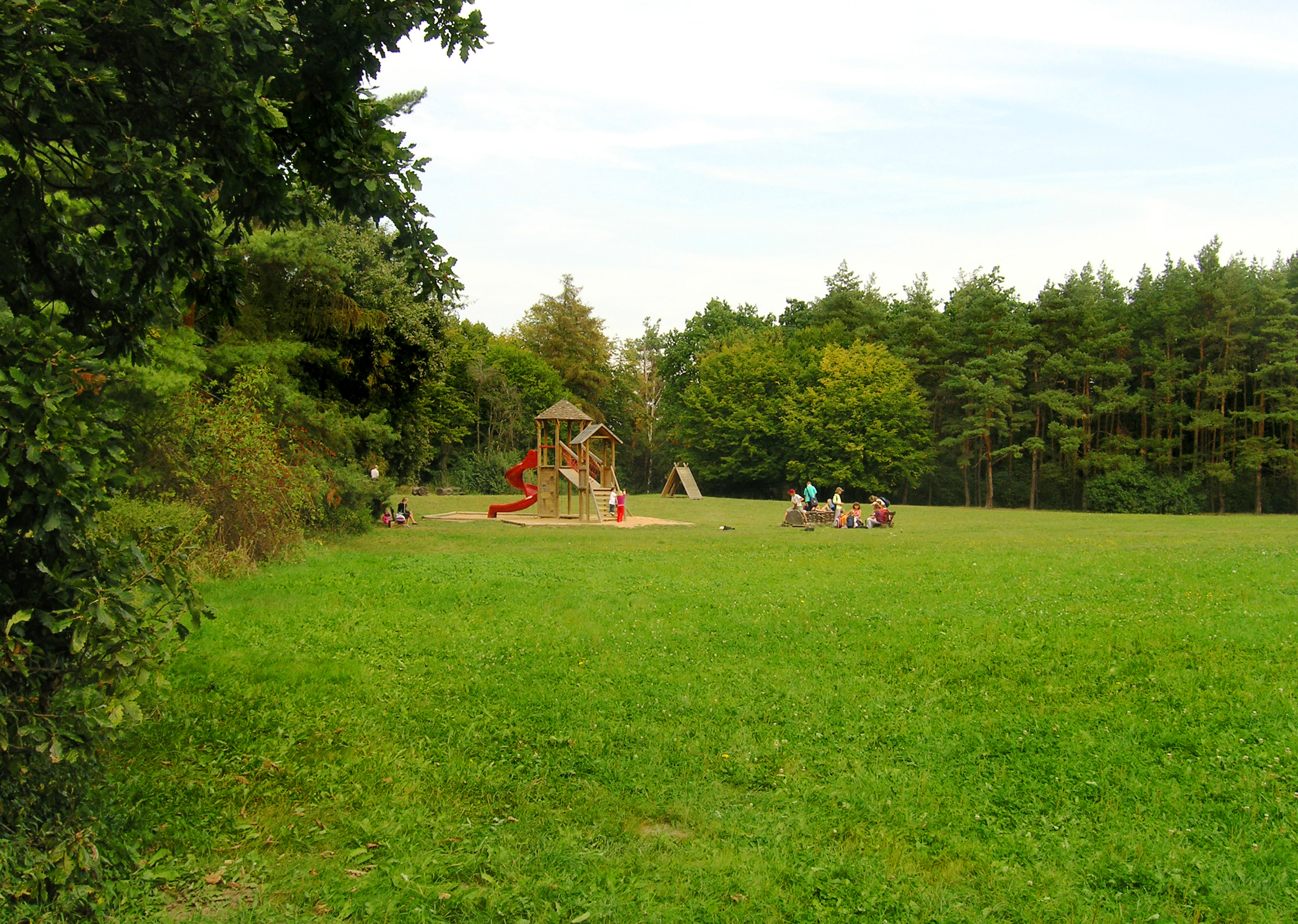
Jedno z hřišť v lesoparku (září 2008)
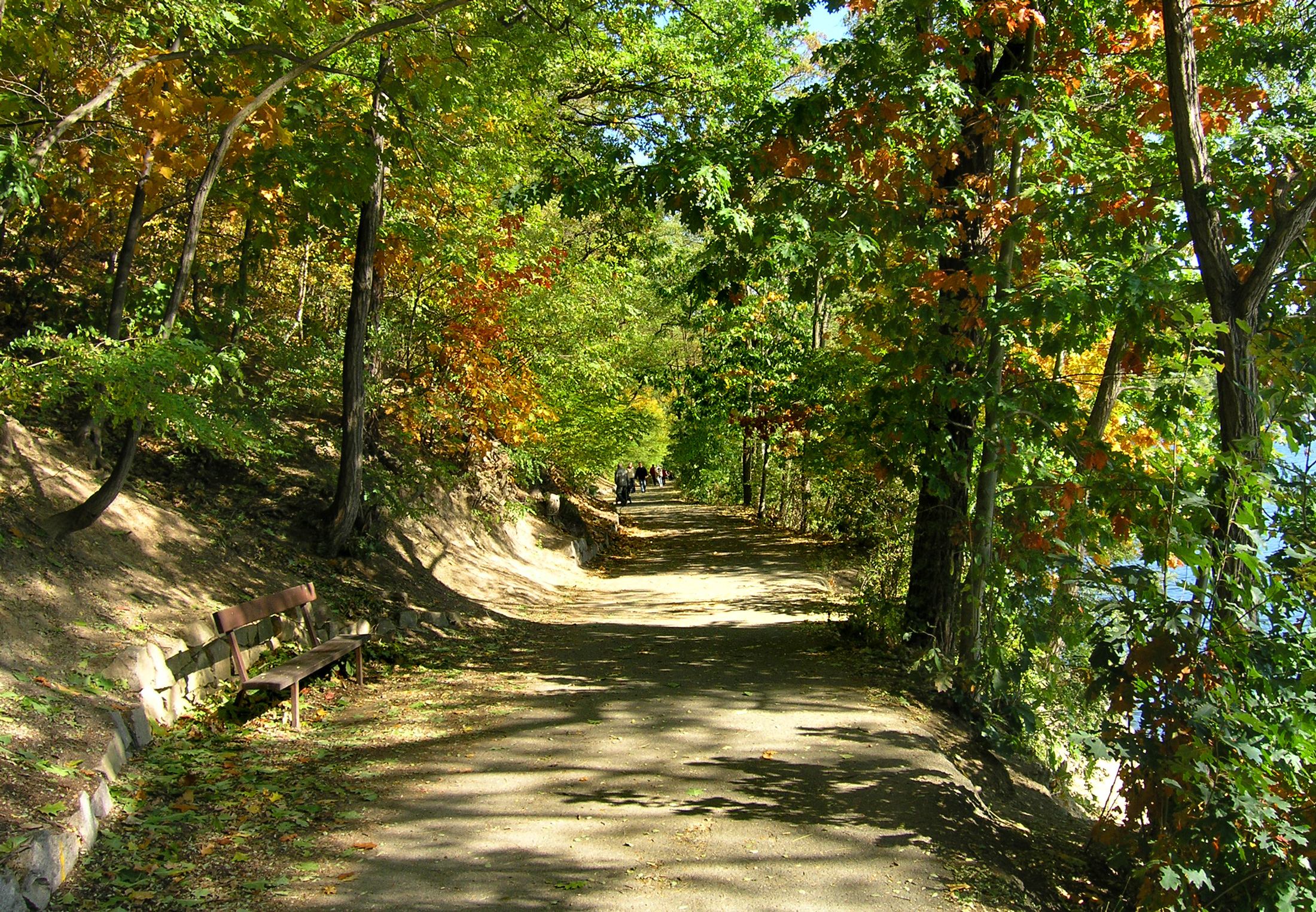
Cesta nad severním břehem přehrady (říjen 2008)
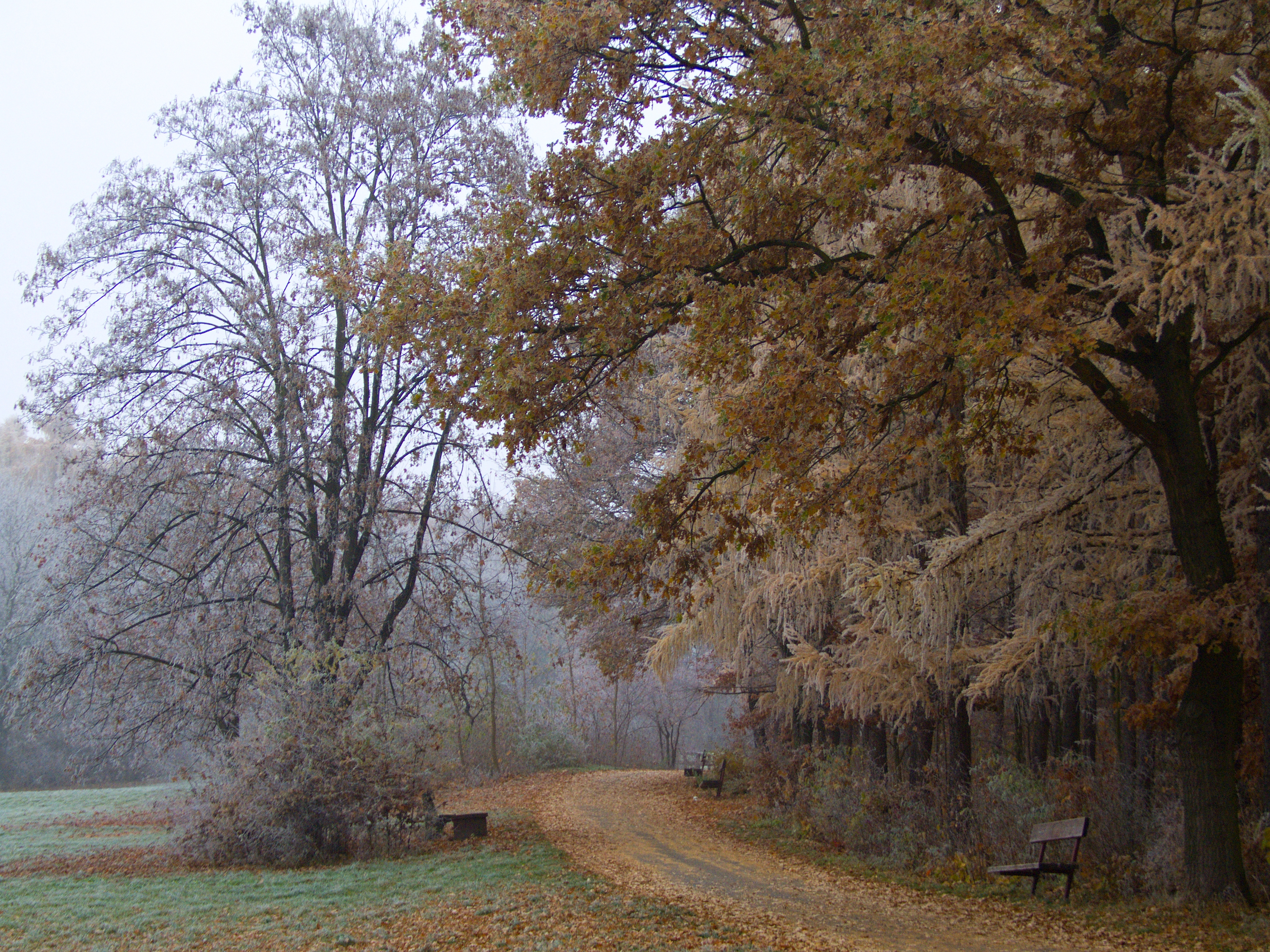
Lesopark v listopadu (2011)

## Využití
V současnosti se zde nachází velké množství dětských herních prvků, altánů, laviček a rovněž piknikové místo s ohništěm. Roční návštěvnost lesoparku dosahuje téměř 1 milionu. V těsném sousedství lesoparku se nachází také koupaliště, které je součástí přírodního parku Hostivař-Záběhlice. Územím prochází turistické stezky, naučná stezka „Povodím Botiče“ a řada cyklotras. V lesoparku lze také nalézt trasy pro jízdu na koních.
Ve východní části lesopark na vrchu Kozinec se nacházejí pozůstatky (ač málo znatelné) historického hradiště Hostivař – Šance, které bylo v průběhu celého pravěku hustě osídleno a je zapsáno jak kulturní památka.